# إليان رييس
إليان رييس هي عازفة منفردة ‏ وعازفة بيانو بلجيكية، ولدت في 7 يونيو 1977 في فيرفييتوا في بلجيكا.

## وصلات خارجية
- الموقع الرسمي
- إليان رييس على موقع ميوزك برينز (الإنجليزية)
- إليان رييس على موقع أول ميوزيك (الإنجليزية)
- إليان رييس على موقع ديسكوغز (الإنجليزية)